# Janusz Gortat
Janusz Gortat (Brzozów, 1948. november 5. – 2023. december 19.) olimpiai bronz- és Európa-bajnoki ezüstérmes lengyel ökölvívó.

## Pályafutása
A Legia Warszawa ökölvívója volt és félnehézsúlyban versenyzett. Az 1972-es müncheni és az 1976-as montréali olimpián bronzérmet szerzett. Az 1973-as belgrádi Európa-bajnokságon ezüstérmet szerzett. A döntőben a jugoszláv Mate Parlovtól szenvedett vereséget.

## Sikerei, díjai
- Olimpiai játékok
  - bronzérmes (2): 1972, München, 1976, Montréal
- Európa-bajnokság
  - ezüstérmes: 1973, Belgrád